# 인텍스 오사카
인텍스 오사카(영어: Intex Osaka, 일본어: インテックス大阪)는 일본 오사카부에 위치한 컨벤션 센터이다. 각종 여러 행사가 열리고 있다. 대한민국의 벡스코와 거의 상당한 컨벤션 센터이다.